# Халлыев, Тагандурды Халлыевич
Тагандурды́ Халлы́евич Халлы́ев (туркм. Hallyýew Tagandurdy Hallyýewiç) — туркменский научный и государственный деятель.

## Биография
Родился в 1939 году в ауле Шахман Гасан-Кулийского района Красноводской области.
Образование высшее. В 1963 окончил историко-юридический факультет Туркменского государственного университета.
Кандидат философских наук (1970) — Москва. Тема: «Формирование коммунистического отношения к труду у колхозного крестьянства (на материалах Туркменской ССР)».
Доктор философских наук (1992) — Москва. Тема: «Развитие духовной жизни крестьянства в условиях перехода от традиционного общества к современному (на материале Средней Азии и Казахстана)».

## Карьера
С 1956 года работал заведующим сельской библиотекой. В 1958 году поступил в Туркменский государственный университет.
1963—1970 — преподаватель кафедры философии Туркменского государственного университета.
В 1970 году окончил аспирантуру.
1971—1991 — старший преподаватель, заведующий кафедрой философии, декан юридического факультета, проректор по науке, проректор по учебной работе Туркменского государственного университета.
18.05.1991 — 10.08.1992 — ректор Туркменского государственного университета.
10.08.1992 — 24.05.1999 — министр юстиции Туркменистана.
06.01.1999 — 16.01.2001 — советник Президента Туркменистана по правовым вопросам и координации деятельности правоохранительных и военных органов.
В 2001 году избран депутатом Меджлиса Туркменистана.
14.03.2002 — 01.09.2003 — министр юстиции Туркменистана[уточнить].
14 марта 2002 года избран Председателем Меджлиса Туркменистана.
14.03.2002 — 12.11.2002 — Председатель Меджлиса Туркменистана.
12 ноября 2002 года освобожден от обязанностей Председателя Меджлиса Туркменистана в связи с уходом на пенсию.

## После отставки
9 декабря 2002 года арестован по обвинению в причастности к Событиям 25 ноября 2002 года в Ашхабаде.
18 декабря 2002 года лишен ученой степени доктора философских наук и ученых званий доцента и профессора «за посягательство на Конституцию и государственный строй Туркменистана».
24 декабря 2002 года лишен полномочий депутата Меджлиса Туркменистана «за совершение деяний, несовместимых со статусом депутата».
18 января 2003 года приговорен Верховным Судом Туркменистана к 20 годам лишения свободы с отбыванием 5 лет в тюрьме, остальных в колонии строгого режима с конфискацией имущества с последующим проживанием в установленном месте в течение 5 лет и запретом занимать материально ответственные и руководящие должности в течение 3 лет.
Дальнейшая судьба неизвестна.

## Награды и звания
- медаль «Эдерменлик» (26.10.1993)
- юбилейная медаль «За любовь к Отечеству» (24.09.1996)
- медаль «Гайрат» (10.02.1999)